# Silvia Strukel
Silvia Strukel (Trieste, 12 aprile 1916 – Imperia, 31 dicembre 1997) è stata una schermitrice italiana, specializzata nel fioretto. Ha vinto due medaglie d'argento e quattro di bronzo ai Campionati mondiali di scherma.

## Palmarès

### Risultati élite
In carriera ha ottenuto i seguenti risultati:
Mondiali
Individuale
- Argento nel fioretto a Lisbona 1947

A squadre
- Argento nel fioretto a Lussemburgo 1954
- Bronzo nel fioretto a Lisbona 1947
- Bronzo nel fioretto a Copenaghen 1952
- Bronzo nel fioretto a Bruxelles 1953
- Bronzo nel fioretto a Roma 1955

Campionati italiani
Individuale
- Oro nel fioretto nel 1947
- Oro nel fioretto nel 1949
- Oro nel fioretto nel 1950

A squadre